# Ancistrobasis reticulata
Ancistrobasis reticulata là một loài ốc biển, là động vật thân mềm chân bụng sống ở biển thuộc họ Seguenziidae.